# Jonas Hiller
Jonas Hiller, född 12 februari 1982 i Felben-Wellhausen i Thurgau, är en schweizisk professionell ishockeymålvakt som spelar för Calgary Flames i NHL. Han har tidigare spelat för HC Lausanne och HC Davos i schweiziska Nationalliga A och Anaheim Ducks.
Hiller representerade Schweiz i OS 2010 i Vancouver. Schweiz slutade på en åttonde plats efter att ha förlorat i kvartsfinalen med 2-0 mot USA. 

## Statistik
V = Vinster, F = Förluster, O = Oavgjorda, ÖTF = Förluster på övertid eller straffar, MIN = Spelade minuter, IM = Insläppta mål, N = Nollor, GIM = Genomsnitt insläppta mål per match, R% = Räddningsprocent

### Grundserie
| Säsong     | Lag              | Liga       | Matcher | V   | F   | O | ÖTF | MIN   | IM  | N  | GIM  | R%   |
| ---------- | ---------------- | ---------- | ------- | --- | --- | - | --- | ----- | --- | -- | ---- | ---- |
| 2003–04    | HC Lausanne      | NL-A       | 13      | 3   | 7   | 1 | —   | 709   | 42  | 1  | 3.55 | —    |
| 2004–05    | HC Davos         | NL-A       | 43      | 26  | 12  | 4 | —   | 2523  | 94  | 8  | 2.24 | —    |
| 2005–06    | HC Davos         | NL-A       | 42      | 22  | 15  | 5 | —   | 2551  | 98  | 4  | 2.30 | —    |
| 2006–07    | HC Davos         | NL-A       | 44      | 28  | 16  | 0 | —   | 2656  | 115 | 3  | 2.60 | —    |
| 2007–08    | Anaheim Ducks    | NHL        | 23      | 10  | 7   | — | 1   | 1223  | 42  | 0  | 2.06 | .927 |
| 2007–08    | Portland Pirates | AHL        | 6       | 3   | 2   | — | 1   | 370   | 13  | 0  | 2.11 | .929 |
| 2008–09    | Anaheim Ducks    | NHL        | 46      | 23  | 15  | — | 1   | 2486  | 99  | 4  | 2.39 | .919 |
| 2009–10    | Anaheim Ducks    | NHL        | 59      | 30  | 23  | — | 4   | 3338  | 152 | 2  | 2.73 | .918 |
| 2010–11    | Anaheim Ducks    | NHL        | 49      | 26  | 16  | — | 3   | 2672  | 114 | 5  | 2.56 | .924 |
| 2011–12    | Anaheim Ducks    | NHL        | 73      | 29  | 30  | — | 12  | 4253  | 182 | 4  | 2.57 | .910 |
| 2012–13    | Anaheim Ducks    | NHL        | 26      | 15  | 6   | — | 4   | 1498  | 59  | 1  | 2.36 | .913 |
| 2013–14    | Anaheim Ducks    | NHL        | 50      | 29  | 13  | — | 7   | 2909  | 120 | 5  | 2.48 | .911 |
| 2014–15    | Calgary Flames   | NHL        | 52      | 26  | 19  | — | 4   | 2871  | 113 | 1  | 2.36 | .918 |
| NHL totalt | NHL totalt       | NHL totalt | 378     | 188 | 129 | — | 36  | 21249 | 881 | 22 | 2.49 | .917 |

### Slustspel
| Säsong     | Lag            | Liga       | Matcher | V  | F  | MIN  | IM | N | GIM  | R%   |
| ---------- | -------------- | ---------- | ------- | -- | -- | ---- | -- | - | ---- | ---- |
| 2003–04    | HC Lausanne    | NL-A       | 4       | 4  | 0  | —    | 7  | 0 | 1.67 | —    |
| 2004–05    | HC Davos       | NL-A       | 15      | 12 | 3  | —    | 34 | 0 | 2.19 | —    |
| 2005–06    | HC Davos       | NL-A       | 15      | 9  | 6  | —    | 45 | 1 | 3.00 | —    |
| 2006–07    | HC Davos       | NL-A       | 19      | 12 | 7  | 1138 | 39 | 3 | 2.05 | —    |
| 2008–09    | Anaheim Ducks  | NHL        | 13      | 7  | 6  | 807  | 30 | 2 | 2.23 | .943 |
| 2012–13    | Anaheim Ducks  | NHL        | 7       | 3  | 4  | 439  | 18 | 1 | 2.46 | .917 |
| 2013–14    | Anaheim Ducks  | NHL        | 6       | 2  | 2  | 219  | 8  | 0 | 2.19 | .906 |
| 2014–15    | Calgary Flames | NHL        | 7       | 3  | 3  | 322  | 14 | 0 | 2.61 | .919 |
| NHL totalt | NHL totalt     | NHL totalt | 33      | 15 | 15 | 1787 | 70 | 3 | 2.35 | .930 |

## Klubbar
- HC Lausanne
- HC Davos
- Portland Pirates
- Anaheim Ducks
- Calgary Flames